# Poritiinae
De Poritiinae zijn een onderfamilie van vlinders uit de familie Lycaenidae. De wetenschappelijke naam van de onderfamilie is voor het eerst geldig gepubliceerd in 1827 door William Swainson.

## Geslachtengroepen
- Poritiini
- Liptenini